# Barbara Ehrenreich
Barbara Ehrenreich (Butte-Silver Bow, Montana, 26 d'agost de 1941) és una periodista i assagista estatunidenca. És autora d'una vintena de llibres en els quals indaga amb mordacitat i provocació la realitat social dels Estats Units.
Activista social defensora de causes com la salut pública, la pau, els drets de les dones i la justícia econòmica, col·labora habitualment amb publicacions com el New York Times, Harpers, The Progressive i la revista Times, i ha participat en diversos programes de televisió. Entre els seus llibres destaquen Por cuatro duros (RBA, 2003), Una historia de la alegría (Paidós, 2008) i Sonríe o muere. La trampa del pensamiento positivo (Turner, 2011).
Entre la dècada del 1980 i l'inici de la del 1970, va ser una figura prominent dins de l'organització dels Socialistes Democràtics d'Amèrica, encara gens massificada.
Critica el pensament positiu i la voluntat de viure una vida saludable.